# Crossing Elewijt
Crossing Elewijt – belgijski klub piłkarski, mający siedzibę w miejscowości Elewijt, w środkowej części kraju, kilka kilometrów na północ od stolicy Belgii. Obecnie gra w Tweede Provinciale Brabant.

## Historia
Chronologia nazw:
- 1912: Cercle Sportif de Schaerbeek
- 1937: Royal Cercle Sportif de Schaerbeek
- 1969: Royal Crossing Club de Schaerbeek – po fuzji z Royal Crossing Club de Molenbeek
- 1983: Royal Crossing Elewijt
- 1991: Koninklijke Voetbal Vereniging Crossing Elewijt – po fuzji z Voetbal Vereniging Elewijt
- 2004: Koninklijke Crossing Voetbalvereniging Elewijt

Klub sportowy Cercle Sportif de Schaerbeek został założony w miejscowości Schaerbeek (w aglomeracji brukselskiej) 29 maja 1912 roku. Wkrótce dołączył do UBSSA. Początkowo zespół rozgrywał mecze towarzyskie. Podczas pierwszej wojny światowej, podobnie jak wiele innych klubów, zawiesił swoją działalność. W 1922 startował w mistrzostwach Belgii na poziomie krajowym. W sezonie 1922/23 startował w Promotion. Po dwóch latach spadł na kolejne dwa lata do rozgrywek prowincjalnych. W 1926 roku po utworzeniu trzeciego poziomu krajowego o nazwie Promotion klub otrzymał miejsce wśród 28 klubów, które zostało wypromowanych z regionalnej serii jako "kluby założycielskie". W grudniu 1926 roku w belgijskiej piłce nożnej powstał rejestr matriculaire, czyli rejestr klubów zgodnie ich dat założenia. Klub otrzymał nr rejestracyjny matricule 55. Po czterech sezonach zespół zwyciężył w Promotion série A, awansując na drugi poziom krajowy, przemianowany na Division 1. Przez dziesięć sezonów klub grał w Division 1 (D2). W 1937 roku klub został uznany przez "Société Royale", w związku z czym przemianowany na Royal CS Schaerbeek. W sezonie 1938/39 zajął przedostatnie 13.miejsce w Division 1 série B i został zdegradowany do Promotion (D3). Ale z powodu rozpoczęcia II wojny światowej rozgrywki zostały zawieszone. Po wznowieniu rozgrywek w sezonie 1941/42 klub niespodziewanie został przywrócony do drugiej dywizji, tak jak klub Royale Union Hutoise, który grał w poprzednim sezonie w mistrzostwach ligi nie był w stanie wystawić drużyny na tym poziomie. W 1947 roku jednak klub został zdegradowany do Promotion (D3).
W 1952 roku po reformie systemu lig trzecia dywizja otrzymała nazwę Division 3/Derde klasse. Klub zakwalifikował się do Division 3. Osiem lat później, w 1960 roku spadł do Promotion/Vierde klasse. W sezonie 1963/64 zajął pierwsze miejsce w Promotion série B i otrzymał promocję do Division 3. Po dwóch latach spadł ponownie do Promotion, a w 1968 roku nawet został zdegradowany do rozgrywek na poziomie prowincjalnym.
Po zakończeniu sezonu 1968/69 Royal Crossing Club de Molenbeek (matricule 451) awansował do pierwszej dywizji. Biorąc pod uwagę, że beniaminek nie miał stadionu do organizacji meczów tego poziomu, klub rozpoczął negocjację z R. CS Schaerbeek. 30 czerwca 1969 nastąpiła fuzja obu klubów, połączony klub przyjął nazwę R. Crossing Club de Schaerbeek, zachowując numer 55 i deklarując stadion domowy w Josaphat Park. Tak więc, numer 451 został skreślony z listy URBSFA. 
Debiutowy sezon 1969/70 w Division 1 zakończył na 13.miejscu. W sezonie 1972/73 uplasował się na ostatniej 16.pozycji i spadł do drugiej dywizji. Dwa sezony później został zdegradowany do trzeciej dywizji. W 1980 nastąpił kolejny spadek, do Promotion (D4), a w 1983 do 1e Provinciale Brabant (D5).  
Na pomoc przychodzi firma Eternit Group, specjalizująca się w produktach homonimicznych i mająca siedzibę w Elewijt. W 1983 klub przeniósł się do Elewijt i zmienił nazwę na Royal Crossing Elewijt, zachowując numer 55. W 1991 roku po fuzji z miejscowym rywalem Voetbal Vereniging Elewijt przyjął nazwę Koninklijke Voetbal Vereniging Crossing Elewijt. W 2004 roku nazwa klubu została zmieniona na Koninklijke Crossing VV Elewijt.
W sezonie 2011/12 drużynie udało się wygrać rozgrywki w 4e Provinciale G Brabant i awansować do 3e Provinciale Brabant (D7). Przed rozpoczęciem sezonu 2016/17 doszło do reorganizacji systemu lig. W wyniku tej zmiany status ligi został obniżony do ósmego poziomu. W 2019 roku klub otrzymał promocję do 2e Provinciale A Brabant (D7). Sezon 2019/20 nie dokończono z powodu COVID-19. Klub został sklasyfikowany na siódmej pozycji, którą posiadał po 24 kolejkach przed zawieszeniem rozgrywek.

## Barwy klubowe, strój
|  |  |

Klub ma barwy zielono-białe. Zawodnicy domowe spotkania zazwyczaj grają w pasiastych poziomo zielono-białych koszulkach, białych spodenkach oraz pasiastych zielono-białych getrach.

## Sukcesy

### Trofea międzynarodowe
Nie uczestniczył w rozgrywkach europejskich (stan na 31-05-2020).

### Trofea krajowe
| \| \| Zdobyte trofea w rozgrywkach Belgii (stan na: 31-05-2020) \| |                                                           |      |                           |
| Rozgrywki                                                          | Osiągnięcie                                               | Razy | Sezon(y)                  |
| Mistrzostwo                                                        | I miejsce                                                 | 0    |                           |
| Mistrzostwo                                                        | II miejsce                                                | 0    |                           |
| Mistrzostwo                                                        | III miejsce                                               | 0    |                           |
| Mistrzostwo                                                        | 12.miejsce                                                | 1    | 1970/71                   |
| Puchar                                                             | zdobywca                                                  | 0    |                           |
| Puchar                                                             | finalista                                                 | 0    |                           |
| Puchar                                                             | 1/8 finału                                                | 3    | 1965/66, 1969/70, 1972/73 |
| II liga                                                            | I miejsce                                                 | 0    |                           |
| II liga                                                            | II miejsce                                                | 0    |                           |
| II liga                                                            | III miejsce                                               | 0    |                           |
| II liga                                                            | 4.miejsce                                                 | 2    | 1931/32 (B), 1943/44 (A)  |
| Belgia                                                             | Zdobyte trofea w rozgrywkach Belgii (stan na: 31-05-2020) |      |                           |

- Promotion/Division 3 (D3):
  - mistrz (1x): 1929/30 (A)
  - wicemistrz (1x): 1951/52 (B)
  - 3.miejsce (4x): 1947/48 (B), 1950/51 (A), 1975/76 (A), 1978/79 (A)

- Promotion (D4):
  - mistrz (2x): 1973/74 (A), 1978/79 (C)
  - wicemistrz (4x): 1961/62 (C), 1977/78 (D), 1997/98 (C), 1999/00 (D)
  - 3.miejsce (3x): 1959/60 (D), 1960/61 (C), 1969/70 (A)

## Poszczególne sezony

### Rozgrywki międzynarodowe

#### Europejskie puchary
Nie uczestniczył w rozgrywkach europejskich.

### Rozgrywki krajowe
| \| Belgia \| Bilans występów klubu w rozgrywkach piłkarskich Belgii (Stan na 31 maja 2020 r.) \| \| |                                                                                  |        |       |   |   |   |    |    |     |                                                       |        |        |      |
| Poziom                                                                                              | Rozgrywki                                                                        | Sezony | Mecze | Z | R | P | B+ | B– | Pkt | Lata                                                  | Awanse | Spadki | Naj. |
| I                                                                                                   | Division 1                                                                       | 4      |       |   |   |   |    |    |     | 1969–1973                                             | 0      | 1      | 12   |
| II                                                                                                  | Promotion/ Division 1/ Division 2                                                | 18     |       |   |   |   |    |    |     | 1922–1924, 1930–1939, 1941–1944, 1945–1947, 1973–1975 | 0      | 3      | 4    |
| III                                                                                                 | Promotion/ Division 3                                                            | 26     |       |   |   |   |    |    |     | 1924–1930, 1947–1960, 1964–1966, 1975–1980            | 1      | 3      | 1    |
| IV                                                                                                  | Promotion                                                                        | 9      |       |   |   |   |    |    |     | 1960–1964, 1966–1968, 1980–1983                       | 1      | 2      | 1    |
| V                                                                                                   | 1e Provinciale Brabant                                                           | 2+     |       |   |   |   |    |    |     | 1968/69, 1983–198?                                    | 1      | 1      | ?    |
| | Puchar Belgii                                                                    | 60     |       |   |   |   |    |    |     | od 1926                                               | 0      | 0      | 1/8  |
| Belgia                                                                                              | Bilans występów klubu w rozgrywkach piłkarskich Belgii (Stan na 31 maja 2020 r.) |        |       |   |   |   |    |    |     |                                                       |        |        |      |

## Struktura klubu

### Stadion
Klub piłkarski rozgrywał swoje mecze domowe na Den Reggel w Elewijt o pojemności 2500 widzów. Wcześniej do 1983 grał na Parc Josaphat w Brukseli, który mógł pomieścić nawet 17000 kibiców.

## Kibice i rywalizacja z innymi klubami

### Derby
- SC Anderlechtois
- Crossing FC Ganshoren
- Daring CB SR
- Excelsior SC
- Ixelles SC
- CS La Forestoise
- Léopold CB
- Racing CB
- Racing Jette
- RCS Saint-Josse
- Uccle Sport
- R. Union Saint-Gilloise
- Royal White Star Bruxelles